# Sealots
Sealots es una localidad de Trinidad y Tobago, que forma parte de la ciudad de Puerto España.

## Geografía
La localidad abarca parte de la isla Trinidad y limita al norte con Puerto España y East Port of Spain, al sur con el golfo de Paria, al este con Beetham Estate (localidad perteneciente a la región de San Juan-Laventille) y al oeste con Port of Spain Port Area.

## Demografía
Datos demográficos de la localidad de Sealots:
| Gráfica de evolución demográfica de Sealots entre 2000 y 2011 |
|                                                               |